# Mária Dubová
Mária Dubová (* 23. ledna 1931) byla slovenská a československá politička Komunistické strany Slovenska a poslankyně Sněmovny lidu Federálního shromáždění za normalizace.

## Biografie
K roku 1976 se profesně uvádí jako ředitelka odboru kádrové výchovy. Ve volbách roku 1976 zasedla do Sněmovny lidu (volební obvod č. 184 - Bardejov, Východoslovenský kraj). Mandát obhájila ve volbách roku 1981 (obvod Bardejov) a volbách roku 1986 (obvod Bardejov). Ve Federálním shromáždění setrvala do ledna 1990, kdy přišla o mandát v rámci procesu kooptace do Federálního shromáždění po sametové revoluci.